# Chromatomyia aprilina
Chromatomyia aprilina är en tvåvingeart som beskrevs av Goureau 1851. Chromatomyia aprilina ingår i släktet Chromatomyia och familjen minerarflugor.
Artens utbredningsområde är Frankrike. Inga underarter finns listade i Catalogue of Life.